# 三個受傷的警察
《三個受傷的警察》（英語：The Log）是1996年上映的一部香港犯罪電影，由趙崇基執導，鄭則仕、王敏德、林曉峰等主演。鄭則仕憑本片榮獲第16屆香港電影金像獎及第2屆香港電影金紫荊獎雙料影帝。

## 劇情
警長Dixon（王敏德 飾）為人自信而傲慢，一向與下屬關係惡劣，他在一次人質槍戰中誤殺無辜，隨即被警方拘禁查問，昔日吃過他苦頭的下屬紛紛伺機報復。新手警察長腰（林曉峰 飾）遇上了發生在餐廳內的一次少年黑幫厮殺事件，他在慌亂間射殺了一名年輕小混混，受到了市民和同袍的贊賞，但親手殺人終究令他心靈受創，尤其在見到死者的父親和妹妹後更令他感到難受。老警員奪命甘（鄭則仕 飾）一直敬業樂業、辛勤工作，卻因低學歷而遲遲未能升職，他希望安安穩穩退休與妻兒共享天倫，卻在最後關頭發現妻子與自己的上司古國安（毛俊輝 飾）有婚外情。陷入絕望的甘終於崩潰，他持槍大鬧警官除夕宴會，挟持了會上多名警员......

## 角色
| 演員   | 角色          | 備註         |
| 鄭則仕 | 奪命甘        | 老警員       |
| 王敏德 | 王幫辦／Dixon |              |
| 林曉峰 | 長腰          | 新手警察     |
| 楊雪儀 | 甘妻          | 奪命甘的妻子 |
| 毛俊輝 | 古國安        | 奪命甘之上司 |
| 李家鼎 |               |              |
| 馮德倫 | 得米          |              |
| 黎應就 | 大口叔        |              |
| 李道瑜 | 保哥          |              |
| 陳樹幟 | 陳Sir         |              |

## 電影歌曲

### 主題曲
| 歌名     | 演唱者 | 作曲   | 填詞   | 編曲   |
| 〈昏睡〉 | 唐廣祥 | 劉以達 | 陳守樸 | 劉以達 |

### 插曲
| 歌名                         | 演唱者 | 作曲   | 填詞   | 編曲   |
| 〈愛恩斯坦與普羅米修斯的夢〉 | 劉以達 | 劉以達 | 黃秋生 | 劉以達 |

## 獎項
| 年份 | 頒獎典禮              | 獎項         | 名字         | 結果 |
| ---- | --------------------- | ------------ | ------------ | ---- |
| 1997 | 第16屆香港電影金像獎  | 最佳導演     | 趙崇基       | 提名 |
| 1997 | 第16屆香港電影金像獎  | 最佳男主角   | 鄭則仕       | 獲獎 |
| 1997 | 第16屆香港電影金像獎  | 最佳男配角   | 林曉峰       | 提名 |
| 1997 | 第16屆香港電影金像獎  | 最佳原創音樂 | 劉以達       | 提名 |
| 1997 | 第2屆香港電影金紫荊獎 | 最佳影片     |              | 提名 |
| 1997 | 第2屆香港電影金紫荊獎 | 最佳導演     | 趙崇基       | 提名 |
| 1997 | 第2屆香港電影金紫荊獎 | 最佳男主角   | 鄭則仕       | 獲獎 |
| 1997 | 第2屆香港電影金紫荊獎 | 最佳男配角   | 林曉峰       | 提名 |
| 1997 | 第2屆香港電影金紫荊獎 | 最佳編劇     | 魯秉、陳健忠 | 提名 |
| 1997 | 第2屆香港電影金紫荊獎 | 十大華語片   |              | 獲獎 |

## 外部連結
- 香港影庫上《三個受傷的警察》的資料（繁體中文）
- 開眼電影網上《三個受傷的警察》的資料（繁體中文）
- 时光网上《三個受傷的警察》的資料（简体中文）
- 豆瓣电影上《三個受傷的警察》的資料 （简体中文）
- 互联网电影数据库（IMDb）上《三個受傷的警察》的资料（英文）